# どこでもキャッチャー
クレーンゲーム - どこでもキャッチャーは、株式会社DC7（2018年1月までは株式会社クレバ）から配信されている、iOS・Android・ウェブブラウザ用オンラインクレーンゲーム。

## 概要
様々な遊び方を加えて提供されているクレーンゲーム。1台ごとに操作に利用する基盤とカメラが2つ設置されており、ユーザーはカメラを見ながらまたは切り替えながらアームを操作できる。カメラ運用にはAgoraを利用しており、ストリーミング映像を見ながらプレイできる。獲得した景品は自宅まで配送される。日本国内への配送料は無料だが、海外への配送には別途ポイントを消費する必要がある。
クレーンゲームをイベントに活用したご当地企画やグルメ企画を推進しているほか、バーチャルYouTuber（以下、VTuber）とコラボしたオリジナルグッズも展開している。

## 沿革
- 2014年12月18日、サービスの提供を開始[6]。
- 2015年7月28日、モバイルアプリケーションの提供を開始[7]。
- 2021年4月8日、中国向けのサービスの提供を開始[8]。
- 2021年4月13日、スマートフォンのウェブブラウザ版の提供を開始[9]。

## グルメイベント
| 回     | 開始日   | 終了日   | 名称                                                                     | 商品                   | 商品提供元                             | 出演VTuber |
| 2020年 | 2020年   | 2020年   | 2020年                                                                   | 2020年                 | 2020年                                 | 2020年 |
| ------ | -------- | -------- | ------------------------------------------------------------------------ | ---------------------- | -------------------------------------- | --- |
| 1      | 10月22日 | 11月4日  | 豊洲まつり                                                               | 豊洲の直送             | -                                      | 武良崎ゆき、うぇはす、鳳玲天々、天曰ひよ、子招き猫たたまる、招福にゃこ |
| 2      | 11月13日 | 11月17日 | 茨城県！秋のご当地フェア                                                 | 茨城県の名産品         | 茨城県観光物産協会                     | 武良崎ゆき |
| 3      | 11月26日 | 11月30日 | 宅麺.comコラボ企画！ラーメンフェア                                       | ラーメン               | 宅麺.com                               | 白瀬スイナ、みみたろう、黄ノ星つくり、朝比奈美夜、小宮レア |
| 4      | 11月30日 | 12月6日  | 豊洲まつり～鍋具材特集～                                                 | 豊洲の直送鍋素材       | -                                      | 七峰ニナ、小鈴、真綿スピカ、紡音れい、朝比奈美夜、花ヶ崎あお |
| 5      | 12月7日  | 12月16日 | 冬に食べたいパスタ特集                                                   | 小豆島のパスタ商品     | オリーブアイランド                     | 天曰ひよ、子招き猫たたまる、Dia・Riddle、Nanoha。、あやぱん、胡麻乃りお、狗神 由紀、Lamuril Ragna X’、さきゅばのえ、桐谷こむぎ、バフコ、白銀モカ |
| 2021年 |          |          |                                                                          |                        |                                        | |
| 6      | 1月12日  | 1月25日  | 宮城のウルトラなレトルトカレーフェア                                     | 宮城のレトルトカレー   | にしきや                               | 天曰ひよ、ディアプトラ・プロトポロス、ゆきのまお、花ヶ崎あお、狗神由紀、ワン・ツー・モア、蟻塚森厳、天田ここ、眠猫まくら、小宮レア、Dia・Riddle、紗音、瑞無るく、遠坂ソニア、猫谷花火、ジゼル・クイン、Skoll Nord、月詠サキ、詩奈うみ、星猫ネジェム、彩咲茜 |
| 7      | 1月25日  | 2月7日   | じゃばらパーティ                                                         | 北山村のじゃばら       | じゃばらいず北山                       | 星咲ちあ、緋羽メイ、ゆきのまお、ピゼット、天田ここ、真綿スピカ、玉藻さくら、不可思議マキナ、埋木廼華、元魔王のMAO、里野たけのこ、遠野椿、SHUNGO、ジゼル・クイン、みみたろう、さきゅばのえ、さくら、羽衣珀月、高妹狼、水蜜もも、佐倉あい、うみこ、遠野鏡月、涼海つらら、狛茉璃奈、千鳥ひな、柚羽まくら、月ノ輪乃愛、ヲルフェウス・アストレア、猫音すず、柚子花、山田家の犬、琥虎トラ、武良崎ゆき |
| 8      | 2月1日   | 2月14日  | とるるのバレンタインフェア                                               | チョコレート、菓子     | 霧笛楼                                 | 環右金、光の亀、大字らしお、大蔵優介 |
| 9      | 2月15日  | 2月28日  | 名湯セレクション ZA♨BUN                                                  | 温泉の素               | 温泉の素.com                           | 狗神由紀、雨乃ロク、柚子花、眠猫まくら、亜玖魔サキ、白瀬スイナ、さくら、バフコ、ディアプトラ・プロトポロス、猫恋乃あんよ、Dia・Riddle、廻間表裏、來久ろち、天田ここ、奏魅届、風花りん、ピゼット、熊野ぽえみ、天曰ひよ、子招き猫たたまる、遠野鏡月、遠坂ソニア、狛茉璃奈、宵月ゆきあ、 アオイイオリ、石動慧、琥虎トラ                                                                            |
| 10     | 2月22日  | 3月7日   | 豊洲まつり第三弾！                                                       | おつまみ               | -                                      | 水久良かなる、ぷろぽりす幸子、黄ノ星つくり、紡音れい、真綿スピカ、雲母ミミ、幽ヶ崎海愛、不可思議マキナ、星めぐり学園の副学園長、風花りん、來久ろち、ばぶかす、詩奈うみ、風紙七鳴、オグリメル、帝、X’Flare、高妹狼、星乃歌カズ、涼海つらら、日向りゅーじ |
| 11     | 3月1日   | 3月14日  | ホワイトデーに激辛グルメ！？あま～い恋を激辛でお熱くフェスティバル       | 激辛料理               | 激辛グルメ祭り実行委員会               | 火之神ひこね、倉持京子、猫宮ひなた、狗神由紀、雲母ミミ、比良坂芽衣、 アオイイオリ、花山院薔薇、彩音れおん、水久良かなる、天鬼ぷるる、神乃ひかり、りとるん、恋家桃音、星乃歌カズ、ジゼル・クイン、小日向りゅーじ |
| 12     | 3月8日   | 3月21日  | 春うらら 山形の美味いもん名物ご当地フェア                                | 山形県の特産品         | 株式会社JDA                            | 猫音すず、水蜜もも、Flare Rune、水間くらら、月ノ輪乃愛、御名代アロエ、来音こくり、七峰ニナ、花ヶ崎あお、小鈴、白瀬スイナ、千鳥ひな、熊野ぽえみ、ゆきのまお、サコ、眠猫まくら、彩音れおん、星乃歌カズ、水凪自由、小日向りゅーじ、花山院薔薇、來久ろち、埋木廼華、宵月ゆきあ、天曰ひよ、子招き猫たたまる、月詠サキ、武良崎ゆき                                                                    |
| 13     | 3月15日  | 3月28日  | 濃厚ガーリック＆チーズのイベント！ガリチーパーティ                       | ガーリック＆チーズ料理 | ガーリック＆チーズパラダイス運営事務局 | 雲母ミミ、無糖しお、うみこ、風星がじゅまる、ジゼル・クイン、Flare Rune、七峰ニナ、山田家の犬、忠犬はちこ、御名代アロエ、巫月しお、杠葉ちほり、彩音れおん、茶々釜ぽんきち、ルーナ・ルアルディ、 Lamuril、真綿スピカ、茂山すい |
| 14     | 3月22日  | 4月4日   | どこでも缶詰グルメフェア                                                 | 缶詰                   | mr.kanso                               | 雲母ミミ、華月エアリ、無糖しお、蘆月朱殷、天曰ひよ、子招き猫たたまる、石動慧、遠坂ソニア、よみろん、しらかわ由理、ハシビロ公爵、狗神由紀、みぼねこ、閏月ナコ、猫恋乃あんよ、天蓋花りん、久藤クーア |
| 15     | 3月29日  | 4月11日  | 三重のお宝マーケットフェア                                               | 三重県の特産品         | 三重のお宝マーケット                   | 猫飯ちゃみ、雅王とらい、夢巴またね、狛茉璃奈、蓮水秋悕、ルーナ・ルアルディ、茂山すい、琴音リナ、瑞無るく、七里エリシア、水城碧、炎条リアナ、兎佐美、シマナガエナ、Ruif Infy、蜜咲姫朱、みあぞー、琴音ルナ、乃嶋りま |
| 16     | 4月5日   | 4月18日  | 沖縄グルメフェア                                                         | 黒糖                   | 琉球黒糖株式会社                       | えぴたまご、半田桃花、蘆月朱殷、夢時らぱん、鯨野アイカ、青森りんこ、パルタル、ちゃんぬ、阿行こまこ、月闇リンド、灯乃ひすい、星井まゆき、兎山紫月 |
| 17     | 4月12日  | 4月25日  | ティータイムフェア                                                       | お茶                   | フリーズ食品開発株式会社               | 雲母ミミ、猫舐つな、犬間真琴、猫音すず、マオ・シルフィーユ、羽天ひより、藍村シアン、天羽めいこ、栗栖しま、夢巴またね |
| 18     | 4月19日  | 5月2日   | 訳ありグルメフェア                                                       | 訳あり食品             | フリーズ食品開発株式会社               | 久藤クーア、月ノ輪乃愛、千鳥ひな、Dia・Riddle、風花りん、山田家の犬、夜守にと |
| 19     | 4月26日  | 5月9日   | 豊洲まつり 潮干狩りver                                                   | 魚介                   | -                                      | 夢巴またね、栖夜まろみ、茂山すい、さらみちゃん。、埋木廼華、夜鏡影、蘆月朱殷、阿行こまこ、蘭蟲、ぺんちゃん、勝乃ミコ |
| 20     | 5月3日   | 5月16日  | なにこれすごい！知らなかった！美味しい＆変わったインスタントラーメン特集 | インスタントラーメン   | -                                      | 創可、舞鶴よかと、べぇるちゃん、瑞無るく、宵月ゆきあ、眠猫まくら、猫谷花火、忠犬はちこ、ゆきのまお |
| 21     | 5月10日  | 5月23日  | 山陰のお土産フェア                                                       | 鳥取県、島根県のお土産 | 山陰のおみやげ本舗 なかうら            | 夢咲いちか、蘆月朱殷、天蓋花りん、うみこ、蒼月りむる、狗神由紀、日奈森ヒツギ、葉柳ちぐさ |
| 22     | 5月17日  | 5月30日  | 【柚子花のサーモン食べ尽くし企画】上から下までサーモンだらけフェス開催！ | サーモン               | 西沢珍味販売、mr.kanso                 | 紡音れい、狗灰レヲル、紙木はさみ、柚子花、猫音すず、水久良かなる、歌衣イツミ、馬車道はげみ、冷水ぬるめ、FlareRune 、エルセ、水蜜もも、Lamuril |
| 23     | 5月24日  | 6月6日   | 三重県「湯の山温泉」定番おみやげ！日の出屋製菓コラボ企画                 | 三重県のお土産         | 日の出屋製菓                           | 天蓋花りん、宇佐美黒兎、茶越きよか、蒼月りむる、優木ユノ、來久ろち、赤屋けえき、雑葉学美、阿行こまこ、yuayua、狐々宮妖斗、山田家の犬、風晶ロイシェ、月雪まう |
| 24     | 5月31日  | 6月13日  | 小豆島対決！お家でどれ食べる？！素麺VSパスタVSラーメンバトルフェア       | パスタ、ラーメン、素麺 | オリーブアイランド                     | 夢巴またね、有栖川叶、千夜イチヤ、來久ろち、狐桜こはく、杜狸ましろ、勝乃ミコ、星井まゆき、Dia・Riddle、Nanoha。、みなみてって |
| 25     | 6月7日   | 6月20日  | パスタ＆パン！チーズと一緒に食べたい優雅な朝食フェア                     | パスタ、パン、チーズ   | -                                      | 読谷山文乃、鈴燈あむ、天曰ひよ、涼本りゃうか、熊野ぽえみ、ちゃむ、ショコラ、棲子むぎ、癒咲りらと、早乙女あずき、狗神由紀、子招き猫たたまる、野苺める、蜜月みるく |
| 26     | 6月14日  | 6月27日  | 五つ星マイスター厳選！全国のお米フェア                                   | 米                     | -                                      | えぴたまご、猫恋乃あんよ、山田シャロ、足海ひな、癒咲りらと、風莉ルア、夜空めぐる、天輝おこめ、猫飯ちゃみ、てくたん、米兎まい、天月こよみ、ちゅんちゅん、河崎翆、蘇芳またたび、月雪まう |
| 27     | 6月21日  | 7月4日   | 近江牛モーモーフェスティバル                                             | 近江牛                 | 千成亭                                 | ジゼル・クイン、白熊りさ、シャロン姫、夢乃たると、羽天ひより、天羽よつは、ノア・エリクシア、真綿スピカ、猫宮ひなた、野々熊びこり、甘あめる、真城由理、彩まよい、バル子、ローズ・ロアンヌ、水影凪ルカ |
| 28     | 6月28日  | 7月11日  | 珍味コラボフェア                                                         | 珍味                   | 西沢珍味販売                           | 茶越きよか、九十九みな、よっちゃん、王水ミネラ、乃依集翔、如月ささら、おコメ。、スラたん、茂山すい、桐崎まゆら、天月こよみ、有栖川叶、蒼藍アオ、春藤橘、春藤陽桜、酒輪おん、白樺るるは、星野ありす |

## とるる
とるるは、どこでもキャッチャーのPR大使。Twitterにてどこでもキャッチャーのイベントの案内を行っている。2021年4月14日以降は、YouTubeにてVTuberとしても活動している。